# Jaume Nunó i Roca
Jaume Nunó i Roca (Sant Joan de les Abadesses, 8 de setembre de 1824- Buffalo, 18 de juliol de 1908), conegut a Mèxic com a Jaime Nunó Roca, va ser un compositor català que va compondre la música per a les estrofes de Francisco González Bocanegra, que va esdevenir l'himne nacional mexicà.
Va néixer el 8 de setembre de 1824 a Sant Joan de les Abadesses, una localitat del Ripollès, a Catalunya. Els seus pares van ser Francesc Nunó i Magdalena Roca, que van morir abans que Nunó complís nou anys. Després de la mort dels pares va quedar sota la tutela del seu oncle Bernat, un comerciant de sedes de Barcelona que va finançar els seus estudis musicals a la ciutat, on va demostrar les seves aptituds com a solista del cor de la catedral de la ciutat i després d'això va guanyar una beca per a estudiar amb el compositor Saverio Mercadante, a Nàpols (Itàlia). Quan tornà a Barcelona va ser nomenat director de la Banda del Regiment de la Reina el 1851 i va viatjar amb aquesta formació a Cuba, on va conèixer i va travar amistat amb el llavors president de Mèxic, Antonio López de Santa Anna.
Santa Anna va retornar a Mèxic per a ocupar una vegada més la presidència i el 1853 va convidar Jaume Nunó a encapçalar les bandes militars mexicanes. La seva arribada va coincidir amb la convocatòria al concurs nacional per a compondre l'himne nacional. Nunó hi va participar escrivint la música per a les estrofes compostes pel poeta mexicà Francisco González Bocanegra i el 12 d'agost de 1854 va ser declarat triomfador.
Després de la caiguda del president Santa Anna, Nunó va decidir emigrar als Estats Units, on va treballar com a concertista i director d'òperes, amb una de les quals va realitzar una gira per tot el continent americà el 1864. Després de radicar un temps a Catalunya va retornar als Estats Units per a establir-se a l'estat de Nova York i a Buffalo, on va ser trobat per un periodista mexicà l'any 1901. En conèixer-se la notícia a Mèxic, el llavors president Porfirio Díaz el va convidar al país on va rebre diversos homenatges entre 1901 i 1904. Va morir a Nova York el 18 de juliol de 1908 i el 1942 el govern mexicà va fer exhumar les seves restes per a traslladar-les a la "Rotonda dels Homes Il·lustres" de la Ciutat de Mèxic, on encara reposen.
Abans de marxar a Amèrica, Nunó s'havia casat amb Dolors Taló, natural de Terrassa, amb qui va tenir una filla, Dolors Nunó i Taló (Barcelona, 9 d'agost de 1850 - Terrassa 29 de gener de 1932), que també es va dedicar a la música. Al 1873, estant a Buffalo, es va tornar a casar amb Kate Cecilia Remington, amb qui va tenir tres fills: Cecilia, Christine i James Francis.
Es conserven obres seves als fons musicals de les catedrals de Tarragona (TarC) i Girona (GiC), i al fons Joan Vernet de l'Arxiu Comarcal del Vallès Oriental (GrJV).

## Redescobriment
El 2010, coincidint amb el Bicentenari de la Independència de Mèxic, els musicòlegs catalans Cristian Canton i Raquel Tovar van localitzar als Estats Units (a Pelham (NY)), l'únic descendent directe de Jaume Nunó, el seu besnet. Aquesta troballa va permetre recuperar el fons personal de Jaume Nunó, que contenia prop de 5000 documents inèdits (cartes personals, partitures, documents oficials, etc.), i va portar Canton i Tovar a confeccionar la primera biografia completa de Nunó, de gran repercussió mediàtica i descrita com "un títol fonamental per a comprendre la història musical de Mèxic". També, en el context del redescobriment de la figura de Jaume Nunó, es va reinaugurar com a museu la que es considerava aleshores la casa natal del compositor a Sant Joan de les Abadesses, coneguda com El Palmàs. La recerca posterior ha permès documentar que no és precisament aquesta, sinó una altra que hi ha al carrer de Comamala, número 7, al cor del nucli antic.A partir de la recuperació d'aquesta documentació, la música inèdita de Jaume Nunó ha tornat a interpretar-se, una edició completa de les seves obres es va publicar el 2012 i una gravació d'aquestes obres sortirà a la llum el 2014.